# Noddy w Krainie Zabawek
Noddy w Krainie Zabawek (ang. Noddy in Toyland) – brytyjski serial animowany dla dzieci z 2009 roku, wykonany techniką cyfrową 3D, stylizowaną na tradycyjny film lalkowy. Serial oparty na podstawie powieści Enid Blyton „Noddy goes to Toyland”, wydanej w 1949 roku. Serial powstał z okazji 60. urodzin drewnianego bohatera.

## Fabuła
Akcja serialu toczy się w różnych zakątkach Krainy Zabawek. Opowiada o przygodach Noddy’ego i jego przyjaciół, którzy spędzają czas na wspólnej zabawie oraz pomagając nawzajem. Noddy musi stawić czoła Chytrusowi i Gobbo, którzy jak zwykle chcą zepsuć dobrą zabawę.

## Bohaterowie
- Noddy – drewniana lalka, która ma głowę na sprężynce i mieszka w kolorowym świecie zabawek. Uwielbia jeździć swoją czerwono-żółtą taksówką. Pełny entuzjazmu, ciekawy świata i zawsze gotowy, aby pomagać.
- Misia Tessy – miś. Przyjaciółka Noddy’ego.
- Miś Tubby
- Wielkouchy
- Piesek Bumpy
- Policjant Plod
- Pan Jumbo
- Pan Bańka-Wstańka
- Chytrus i Gobbo – gobliny.
- Dina
- Pani Różowa Kotka
- Pani Skityls i dzieci
- Nakręcana mysz
- Klown
- Harley i Cecylia
- Robotek
- Dina

## Wersja polska
W Polsce emitowany był na kanale MiniMini od 1 stycznia 2010 roku. Od 26 stycznia 2011 roku serial był nadawany na kanale TVP1 w Wieczorynce. Od 3 kwietnia 2011 roku serial nadawany był w TVP Polonia w Dobranocce. Aktualnie można go oglądać na kanale Polsat Jim Jam  
Wersja polska: Eurocom Studio

Reżyseria: Dorota Kawęcka

Dialogi:
- Kaja Sikorska (odc. 1-8, 10-12, 14, 21, 33, 35, 40-52),
- Anna Celińska (odc. 9, 13, 15-20, 22-32, 34, 36-39)

Dźwięk i montaż: Krzysztof Podolski

Kierownictwo produkcji: Aneta Studnicka

Wystąpili:
- Lucyna Malec – Noddy
- Katarzyna Łaska – 
  - Tessie,
  - jeden z kręgielków
- Waldemar Barwiński – 
  - Robotek (Whizz),
  - Chytrus
- Anna Gajewska –  Linda
- Marek Frąckowiak – Pan Bańka-Wstańka
- Krzysztof Zakrzewski – Policjant Plod
- Jerzy Molga – Wielkouchy
- Jerzy Mazur
- Jacek Wolszczak – Mysz
- Hanna Kinder-Kiss – jeden z kręgielków
- Monika Wierzbicka – Pani Skittles
- Grzegorz Drojewski – Gobbo

i inni
Lektor: Andrzej Gajda

## Spis odcinków
| Premiera odcinka | N/o | Polski tytuł                       | Angielski tytuł                 |
| ---------------- | --- | ---------------------------------- | ------------------------------- |
|                  |     |                                    |                                 |
| SERIA PIERWSZA   |     |                                    |                                 |
|                  |     |                                    |                                 |
| 01.01.2010       | 01  | Magiczny pędzel                    | The Magic Paintbrush            |
|                  |     |                                    |                                 |
| 02.01.2010       | 02  | Gigantyczna galaretka              | The Giant Jelly                 |
|                  |     |                                    |                                 |
| 03.01.2010       | 03  | Zdjęcia na urodziny                | Tessie’s Photo Fun              |
|                  |     |                                    |                                 |
| 04.01.2010       | 04  | Patrzcie jak BB się bawi           | BB Comes to Play                |
|                  |     |                                    |                                 |
| 05.01.2010       | 05  | Chowaj się Robotku                 | Hide and Seek Whiz              |
|                  |     |                                    |                                 |
| 06.01.2010       | 06  | Nic nie śmieszy pana Ploda         | Mr Plod Loses His Laugh         |
|                  |     |                                    |                                 |
| 07.01.2010       | 07  | Bumpy i super pilot                | Bumpy and the Remote Control    |
|                  |     |                                    |                                 |
| 08.01.2010       | 08  | Budowla z domina                   | Domino Town                     |
|                  |     |                                    |                                 |
| 09.01.2010       | 09  | Święto placka jagodowego           | Googleberry Pie Day             |
|                  |     |                                    |                                 |
| 10.01.2010       | 10  | Muzyczny piknik Tessie             | Tessie’s Singalong Picnic       |
|                  |     |                                    |                                 |
| 11.01.2010       | 11  | Wszystko się klei                  | Noddy’s Sticky Day              |
|                  |     |                                    |                                 |
| 12.01.2010       | 12  | Niespodzianka pana Ploda           | Mr Plod’s Picnic Surprise       |
|                  |     |                                    |                                 |
| 13.01.2010       | 13  | Lindo, wróć                        | Come Back Lindy                 |
|                  |     |                                    |                                 |
| 14.01.2010       | 14  | Urodziny Tessie                    | Happy Birthday Tessie           |
|                  |     |                                    |                                 |
| 15.01.2010       | 15  | Cyrk Noddy’ego                     | Noddy’s Circus                  |
|                  |     |                                    |                                 |
| 16.01.2010       | 16  | Niewidzialny Bumpy                 | Invisible Bumpy                 |
|                  |     |                                    |                                 |
| 17.01.2010       | 17  | Noddy i wielka parada              | Noddy & The Grand Parade        |
|                  |     |                                    |                                 |
| 18.01.2010       | 18  | Prędkie portki                     | The Fastest Trousers            |
|                  |     |                                    |                                 |
| 19.01.2010       | 19  | Noddy ratuje dyskotekę na wrotkach | Noddy Saves the Roller Disco    |
|                  |     |                                    |                                 |
| 20.01.2010       | 20  | Sprawdzian Gobbo                   | A Test For Gobbo                |
|                  |     |                                    |                                 |
| 21.01.2010       | 21  | Niewidzialne gobliny               | The Invisible Goblins           |
|                  |     |                                    |                                 |
| 22.01.2010       | 22  | Noddy i pożeracz tęczy             | Noddy & the Rainbow Robber      |
|                  |     |                                    |                                 |
| 23.01.2010       | 23  | Nad-urodzaj w ogrodzie Tessie      | Tessie’s Garden Grows & Grows   |
|                  |     |                                    |                                 |
| 24.01.2010       | 24  | Goblin chce się bawić              | The Goblins Come to Play        |
|                  |     |                                    |                                 |
| 25.01.2010       | 25  | Ahoj, Noddy                        | Yo Ho Noddy                     |
|                  |     |                                    |                                 |
| 26.01.2010       | 26  | Syrenki i piraci                   | High Tide                       |
|                  |     |                                    |                                 |
| 22.02.2010       | 27  | Noddy i kukułka                    | Noddy & the Cuckoo              |
|                  |     |                                    |                                 |
| 23.02.2010       | 28  | Urodziny Robotka                   | A Birthday For Whiz             |
|                  |     |                                    |                                 |
| 24.02.2010       | 29  | Pan Plod i zaczarowany śpiewak     | Mr Plod & The Enchanted Warbler |
|                  |     |                                    |                                 |
| 25.02.2010       | 30  | Noddy na ratunek                   | Noddy’s Great Save              |
|                  |     |                                    |                                 |
| 26.02.2010       | 31  | Wielki taniec Noddy’ego            | Noddy & The Big Dance           |
|                  |     |                                    |                                 |
| 27.02.2010       | 32  | Wizyta Agaty                       | Woosh Comes to Stay             |
|                  |     |                                    |                                 |
| 28.02.2010       | 33  | Podwójny kłopot                    | Double Trouble                  |
|                  |     |                                    |                                 |
| 01.03.2010       | 34  | Tessie i pszczoły                  | Tessie & the Honey Bees         |
|                  |     |                                    |                                 |
| 02.03.2010       | 35  | Czas na zabawę, piraci             | Playtime Pirates                |
|                  |     |                                    |                                 |
| 03.03.2010       | 36  | Goblinowy ekspres                  | The Goblin Express              |
|                  |     |                                    |                                 |
| 04.03.2010       | 37  | Wielka budowa                      | Noddy’s Big Build               |
|                  |     |                                    |                                 |
| 05.03.2010       | 38  | Rewia mody papierowych lalek       | Paper Dolls’ Fashion Show       |
|                  |     |                                    |                                 |
| 06.03.2010       | 39  | Noddy i pochłaniacz dźwięków       | Noddy & The Sound Sucker        |
|                  |     |                                    |                                 |
| 07.03.2010       | 40  | Noddy i latarnia morska            | Noddy & The Lighthouse          |
|                  |     |                                    |                                 |
| 08.03.2010       | 41  | Pracuś Noddy                       | Noddy Gets Busy                 |
|                  |     |                                    |                                 |
| 09.03.2010       | 42  | Układanka Noddy’ego                | Noddy & The Jigsaw              |
|                  |     |                                    |                                 |
| 10.03.2010       | 43  | Babeczki Tessie                    | Tessie & The Fairy Cakes        |
|                  |     |                                    |                                 |
| 11.03.2010       | 44  | Robot i gobliny                    | Whiz & The Goblins              |
|                  |     |                                    |                                 |
| 12.03.2010       | 45  | Życzenia na Dzień Matki            | Mother’s Day for Mrs Skittle    |
|                  |     |                                    |                                 |
| 13.03.2010       | 46  | Przynieś Bumpy, przynieś           | Fetch, Bumpy, Fetch             |
|                  |     |                                    |                                 |
| 14.03.2010       | 47  | Jeszcze jeden mistrz galaretki     | The Other Jelly Genius          |
|                  |     |                                    |                                 |
| 15.03.2010       | 48  | Kręgielki i bumerang               | The Skittles & The Boomerang    |
|                  |     |                                    |                                 |
| 16.03.2010       | 49  | Pan Niania i Kręgielki             | A Babysitter for Skittles       |
|                  |     |                                    |                                 |
| 17.03.2010       | 50  | Kucyk i laleczki                   | Dapple & The Dolls              |
|                  |     |                                    |                                 |
| 18.03.2010       | 51  | Noddy i nakręcana szczęka          | Noddy & The Lost Teeth          |
|                  |     |                                    |                                 |
| 19.03.2010       | 52  | Zabawa w śniegu                    | Frozen Fun                      |
|                  |     |                                    |                                 |